# Липова алея (Палагичі)
Ли́пова але́я — ботанічна пам'ятка природи місцевого значення в Україні. Об'єкт природно-заповідного фонду Івано-Франківської області. 
Розташована на території Тлумацького району Івано-Франківської області, на південно-західній околиці села Палагичі. 
Площа 0,2 га. Статус присвоєно згідно з рішенням обласної ради від 15.07.1993 року. Перебуває у віданні: Палагицька сільська рада. 
Статус присвоєно для збереження дворядної липової алеї, висадженої вздовж дороги, яка з'єднує село Палагичі з автошляхом Р 20. Довжина алеї 650 метрів.